# L.A.P.D.
Gli L.A.P.D. (acronimo di "Love And Peace Dude", più tardi "Laughing As People Die") sono stati un gruppo musicale statunitense, in attività dal 1989 al 1992, precursore dei futuri Korn. Ne facevano parte i chitarristi Head e Munky, il batterista David Silveria, il bassista Fieldy e il cantante Richard Morrill, poi sostituito da Jonathan Davis.

## Storia del gruppo
Il gruppo venne fondato nel 1989 a Bakersfield, in California. Dopo aver firmato con la Triple X Records, pubblicarono nello stesso anno Love and Peace, Dude EP. Un album completo vero e proprio fu Who's Laughing Now, pubblicato il 31 maggio 1991, ma un anno dopo il cantante Morrill abbandonò la band. Nel 1993 i due chitarristi originari incontrarono il cantante dei Sexart, Jonathan Davis, mentre stava lavorando in un club, e decisero di spostarsi a Los Angeles dove cominciarono a cantare sotto il nome di Korn. Una collezione dei dischi pubblicati dagli L.A.P.D. fu messa in commercio nel 1997, e consisteva in Love and Peace, Dude EP e Who's Laughing Now.

## Stile musicale
Durante la loro breve carriera gli L.A.P.D. sperimentarono sonorità alternative metal e funk metal, ispirandosi principalmente a Red Hot Chili Peppers e Faith No More, citati spesso nelle interviste. Il gruppo si fece notare anche per il modo di apparire in pubblico, mutuando i modi di fare e l'abbigliamento dal rap, quest'ultimo vagamente presente in molte delle prime loro canzoni. Dopo il cambio di nome e cantante, il gruppo cambiò radicalmente stile sonoro, ispirando alcune correnti musicali giunte in seguito.

## Formazione
Ultima
- Richard Morrill – voce
- James Shaffer – chitarra
- Reginald Arvizu – basso
- David Silveria – batteria

Altri componenti
- Pete Capra - voce (1989-1991)
- Corey Russell - voce (1992)

## Tracce della collezione pubblicata nel 1997
1. "P.M.S."
2. "Don't Label Me"
3. "St. Ides"
4. "All My Life"
5. "Who's Got the Number"
6. "Excuse Me"
7. "Listen (Do What I Say)"
8. "Doe Tee Beat"
9. "Slicky Slixter"
10. "Place in France"
11. "Number 7"
12. "James Brown"
13. "Jesus"
14. "Stinging Like a Bee"